# Spalacopsis grandis
Spalacopsis grandis là một loài bọ cánh cứng trong họ Cerambycidae.